# 下関マグロ
下関マグロ（しものせきまぐろ、1958年6月17日 - ）はフリーライター。本名の増田剛己（ますだたけき）の名前でも仕事をしている。

## 来歴
山口県下関市生まれ、同県防府市で育つ。桃山学院大学卒。
ビジネス系のライターを経て、個人的興味からゴッホ今泉のフェティッシュ系パーティーなどに出入りし、一時それに没頭。All About Japanのフェチガイドを一時務めていた。フェチジャンルでは主にウェット&メッシーに共感を示し、パイ投げ動画の製作販売も行う。
1980年代末、3年ほど北尾トロと「能天気商会」という会社とバンドをやっていたことがある。その関係で、北尾とは共著が何冊かある。
三才ブックスのムック「裏モノの本」シリーズには初期の頃から執筆を行っていた。編集長の尾形誠規らが同社から独立して新たに刊行した「裏モノJAPAN」にも引き続き記事を執筆した。しかし連載当時、真剣に結婚相手を探していたのに尾形がそれを妨害していると見做した為か、彼を殴ってしまうという暴挙に出て、当時唯一残されていた雑誌連載が終了。それを皮切りに、生活のため活用していた消費者金融各社への返済が滞り始め、弁護士事務所を介し任意整理し約2年後に返済終了している。
また、一時110kgを越える肥満体であったが、糖尿病発覚を期にダイエットに乗り出し成功し、以後普通体型を維持、飲み放題のグルメレポートを行えるにまで改善した。三浦展の「下流は太る！」など各所で取材されている。
一時期、夏の間のみ、ふんどしをしめ、和装ですごしていたことがある。2010年から、診断済みのADHD（注意欠陥・多動性障害）であると自身のプロフィールに書いている。
本名でAll About Japanの散歩ガイドを担当しているため、テレビ朝日「やじうまテレビ」、「グッド!モーニング」、テレビ東京「7スタライブ」、「なないろ日和!」、日本テレビ「ヒルナンデス!」、文化放送「浜美枝のいつかあなたと」、「川中美幸 人・うた・心」など、テレビやラジオ番組に散歩の達人として登場している。下関マグロ名では、フェチに詳しい人物としてテレビ朝日「トゥナイト2」、テレビ東京「ゴッドタン」、J-WAVE「PLATOn」、MXテレビ「5時に夢中!」などへのゲスト出演がある。
子供の頃からナポリタンが好きで50年以上食べ歩いている。ナポリタンに関して単行本を出したり、各メディアに登場したりしている。
北尾トロが主宰する「町中華探検隊」では副長を務める。

## 著書
- 『「知的メモ術」入門―アイデアと情報を3倍に活かす!』かんき出版 　1989年　※増田剛己
- 『忙しい人が成功するたった「15分」のスーパー自己啓発術―上手な時間の活かし方65項目』こう書房　1991年　※増田剛己
- 『こんなとき、こんな言い方』日本能率協会マネジメントセンター　1992年　※増田剛己
- 『「知的」時間活用術―短時間・高効率のタイムマネジメント 』日本経済新聞社　1993年　※増田剛己
- 『相手のホンネをズバリ見抜く本―人づきあい・交渉の裏ワザ なにげない口グセ・「その一言」で隠された心理と性格がわかる』こう書房 1993年　※増田剛己
- 『露出者』メディアワークス　1999年
- 『下関マグロのおフェチでいこう』風塵社　1999年
- 『ビジネスエキスパート時間3倍活用術 』日経ビジネス人文庫　2003年
- 『東京アンダーグラウンドパーティー』二見書房　2006年
- 『「ここだけの話」が「ここだけ」なワケがない。―口グセから相手のホンネを読む本』幻冬舎　2007年
- （北尾トロと共著）『おっさん糖尿になる』ジュリアン　2007年
- （北尾トロと共著）『昭和が終わる頃、僕たちはライターになった』ポット出版　2007年
- （北尾トロと共著）『おっさん傍聴にいく!―最近の裁判所でのあれやこれやをグダグダ語ってみる。』ジュリアン　2007年
- 『たった10秒で人と差がつくメモ人間の成功術』幻冬舎　2008年
- 『まな板の上のマグロ』幻冬舎　2009年
- 『歩考力』ナショナル出版　2009年
- 『アブない人びと』幻冬舎　2009年
- 『思考・発想にパソコンを使うな』幻冬舎　2009年　※増田剛己
- 『脳を丸裸にする質問綠』アスキー新書　2010年　※増田剛己
- （西益屋ハイジと共著）『おつまみスープ』自由国民社　2012年
- 『もしかして大人のADHDかも？と思ったら読む本』PHP研究所　2013年
- 『セックスしすぎる女たち 危ないエッチにハマる40人のヤバすぎる性癖 』CLAP　2014年
- 『ぶらナポ 究極のナポリタンを求めて』駒草出版 2019年 ISBN 4-9096-4626-4